# Всемирная выставка (1967)
«Экспо-67» (фр. Exposition universelle de 1967) — всемирная выставка 1967 года. Проводилась в Монреале в честь столетия Канадской конфедерации с 28 апреля по 29 октября. Одна из самых успешных всемирных выставок, с более чем 50 миллионами посетителей и 62 странами участницами. Также на ней был установлен рекорд посещения в течение одного дня, когда на третий день на выставку пришло 569 тысяч посетителей.

## Известные посетители
Выставку посетили многие известные люди того времени. В их числе были королева Великобритании Елизавета II, президент США Линдон Джонсон, Принцесса Грейс Келли, Роберт Кеннеди и Жаклин Кеннеди, президент Пятой Республики Шарль де Голль (чья фраза «Да здравствует свободный Квебек!», произнесённая во время визита в Канаду, вызвала тогда международный скандал), Бинг Кросби, Марлен Дитрих.

## Советский павильон
Основными достопримечательностями выставки были советский (архитекторы М. В. Посохин, А. А. Мндоянц и Б. И. Тхор) и американский павильоны. Выставка очень широко и подробно освещалась в советской прессе и по телевидению — как ни одна другая всемирная выставка ни до, ни после. После выставки советский павильон был демонтирован и заново смонтирован в Москве, на территории ВДНХ, американский павильон сгорел в начале 1970-х годов, но был позже восстановлен. Советский павильон был также самым посещаемым, он привлёк примерно 12 миллионов посетителей. Вторым по посещаемости был павильон Канады, 11 миллионов, затем американский с 9 миллионами посетителей.
Первоначально выставку предполагалось провести в Москве в ознаменование 50-летия Октябрьской революции. Однако советское руководство отказалось от организации выставки в Москве, возможно после смещения Хрущёва в 1964 году и проблем с финансированием. Поэтому было решено провести её в Монреале.

## Страны-участницы
Африка: Алжир, Камерун, Чад, Конго, Берег Слоновой Кости, Эфиопия, Габон, Гана, Кения, Маврикий, Мадагаскар, Марокко, Нигер, Руанда, Сенегал, Танзания, Того, Тунис, Уганда, Верхняя Вольта.
Азия: Бирма, Цейлон, Тайвань, Корея, Индия, Иран, Израиль, Турция, Япония, Таиланд, Объединённая Арабская Республика.
Австралия
Европа: Австрия, Бельгия, Чехословакия, Дания, Финляндия, Франция, ФРГ, Греция, Исландия, Италия, Монако, Нидерланды, Норвегия, Швеция, Швейцария, Великобритания, СССР, Югославия.
Латинская Америка: Барбадос, Куба, Гренада, Гайана, Гаити, Ямайка, Тринидад и Тобаго, Венесуэла.
Северная Америка: Канада, Мексика, США.
Из крупных стран в выставке не участвовали Китай, Испания, ЮАР и многие страны Южной Америки.

## Интересные факты
На Всемирной выставке 1967 года СССР, помимо художественных произведений в стиле социалистического реализма, демонстрировал православные иконы

## Expo Express и Minirail
Для обслуживания выставки была сооружена полностью автоматизированная линия метро Expo Express, которая продолжала работать несколько следующих лет, но была впоследствии закрыта и снесена.
Помимо Expo Express, на выставке функционировало несколько линий монорельсовой системы Minirail (тип Пиплмувер), которая также была разобрана вскоре после окончания выставки.